# 서궁
《서궁》은 1995년 7월 3일부터 1995년 12월 26일까지 방영된 한국방송공사 월화드라마이다.

## 등장 인물

### 주요 인물
- 이영애: 김개시 역 (아역 정후)
- 김규철: 광해군 역
- 이보희: 인목왕후 역 (아역 박소라)
- 김보성: 원표 역 (아역 정태우)

### 조선의 국왕ㆍ세자
- 김성옥: 선조 역
- 박진형: 인조 역

### 조선의 왕비ㆍ후궁
- 이한나: 인빈 김씨 역
- 장서희: 폐비 유씨 역

### 조선의 왕자ㆍ대군
- 임혁주: 임해군 역
- 박남현: 흥안군 역
- 최강원: 영창대군 역

### 조선의 공주ㆍ궁주
- 박루시아: 정명공주 역

### 조선의 추존 군주
- 이재연: 원종 역

### 조선의 문신
- 서인석: 이이첨 역
- 한인수: 김제남 역
- 안대용: 강홍립 역
- 문창길: 유근 역
- 김종결: 허균 역
- 서학: 기자헌 역
- 신구: 이원익 역
- 박웅: 정철 역
- 박칠용: 이산해 역
- 태민영: 유희분 역
- 임병기: 박승종 역
- 김시원: 한음 이덕형 역
- 박영목: 이항복 역
- 이정웅: 이귀 역
- 박승규: 이괄 역
- 김성찬: 김자점 역
- 김창봉: 이광정 역
- 김성원: 김유 역
- 이두섭: 김육 역
- 선동혁: 최명길 역
- 이한위: 반정군 장수 역
- 유병한: 하삼 역
- 최동준: 죽천 이덕형(1566년) 역
- 이경영: 박자홍 역
- 허현호: 귀천군 이수 역
- 강인덕: 서양갑 역
- 김경응: 심우영 역
- 서영진: 박응서 역
- 안광진: 박치의 역
- 김정훈: 임숙영 역
- 박건식: 한희길 역
- 이한승: 윤방 역
- 이용진: 권필 역
- 조재훈: 정항 역
- 진운성: 이정표 역
- 기정수: 한효순 역
- 박용식: 이흥립 역
- 허정규: 이안진 역
- 장기용: 김경서 역
- 박해상: 신경진 역
- 선동혁: 최명길 역
- 김동완: 최권 역
- 최헌철: 엄일괴 역
- 이춘식: 춘보 역
- 박병호: 사명대사 역
- 서상익: 정인홍 역
- 박정웅: 어의 역
- 박용기: 무불 스님 역
- 이효정
- 서영애
- 문수인
- 유병환
- 권오현
- 김태형

### 김제남의 가족
- 엄유신: 노씨 부인 역

### 이이첨의 가족
- 박준금: 부인 이씨(이이첨의 부인) 역
- 김영옥: 진주 류씨 부인(이이첨의 모친) 역

### 조선의 내관ㆍ상궁
- 김인문: 함 내관 역
- 이종만: 한 내관 역
- 김을동: 엄 상궁 역
- 장정희: 지 상궁 역
- 김민희: 궁녀 음덕 역

### 김개시의 가족
- 양금석: 강씨(김개시의 생모) 역

### 원표의 양아버지
- 고희준: 원표 양아버지 역

### 그 외 인물
- 강만희
- 하대경

## 참고 사항
- 김개시 역의 이영애는 해당 작품을 통해 처음 사극에 출연했다. 이 작품과 맞선 드라마 중의 하나인 SBS <장희빈>으로 사극 데뷔를 할 뻔 했지만 SBS <아스팔트 사나이>에 캐스팅된 데 이어 "선이 강한 연기가 부족하지 않느냐"는 지적 탓인지 무산된 바 있었다.[1]
- 이영애(김개시 역)는 KBS 1TV <태조 왕건>의 주인공으로 한때 거론되었지만 SBS <불꽃> 캐스팅으로 고사했으며[2] <태조 왕건>은 해당 드라마의 담당 PD 김재형이 연출자로 낙점되었으나 불미스러운 일로 하차해야 했다.[3]
- 극중 죽천 이덕형 역을 맡았던 최동준은 해당 작품으로 처음 드라마 출연을 했다.[4]
- 한동안 고전을 면치 못했으나 SBS <장희빈>이 끝난 뒤 본격적으로 인기몰이를 하기 시작하였다.[5]
- 광해군의 애첩 김개시의 역할을 강조하고 그의 연인인 가상인물 원표를 만들어 세 사람 사이의 애정 갈등을 조장했다는 지적이 있었다.[6]
- 가수 전미경은 김재현 제작위원이 책임PD로 참여한 전작 KBS 2TV 《장녹수》의 주제가를 불렀으며, 김재현 제작위원 등의 요청을 뿌리치지 못해 후속작 《서궁》의 주제가도 불렀다.[7] 그는 이를 계기로 김재현 책임PD의 일선 복귀작이자 과거 TBC 화제작의 리메이크 드라마인 같은 채널 《아씨》 주제가 역시 불렀다.